# L7通用機槍
L7是英國軍隊對FN MAG（法語：Mitrailleuse d`Appui Général，意為：通用機槍）槍族的官方編號，為一系列可散式彈鏈供彈及氣動式操作的中型通用機槍，發射7.62×51毫米北约口徑步枪子彈。

## 歷史
L7通用機槍被英國軍隊所採用。L7和相關的L8是FN MAG的特許生產衍生型。英國陸軍的當前版本正式給予編號為L7A2 GPMG（通用機槍）。
L7在1957年的試驗以後被英軍所採用，作為長期於英軍服役的維克斯機槍（中距離用途）和布倫輕機槍（輕型突擊用途）的替代者。
1961年，英国皇家輕兵器廠（即現在的英國航太）取得MAG海外特許生產牌照，並且生產了一系列機槍型號：L7A2、L8A2、L37A2、L20A1以及L43A1。這些型號全部使用M13彈鏈供彈。
L7是由原本的皇家輕武器工廠、恩菲爾德船閘工廠以及目前的曼萊爾工程公司（英語：Manroy Engineering）根據特許生產證建造，並且於英國陸軍、皇家海軍陸戰隊和其他單位部門服役。L7已經有兩款主要衍生型，L7A1和L7A2，研製出來並且給步兵使用，L7A2取代了早期型的衍生型。而且已經研製了其他多個衍生型，特別是L8（L8A1和L8A2版本），修改後安裝於裝甲戰鬥車輛內使用（研製出來的L37衍生型裝在裝甲車輛上使用）。
雖然最初打算完全取代布倫輕機槍（改稱為L4），但布倫輕機槍仍然在叢林地形投入使用著（尤其是在遠東地區），而那些地方沒有任何對於中型機槍用途的需求，並且在二線單位使用著，直到L86A1輕型支援武器（LSW）的採用為止。LSW的研製目的是同時取代L7和L4的輕機槍方面的用途，可惜由於對於L86的持續發射能力和可靠性差劣引致的不滿，導致前線作戰單位仍然盡可能持續使用L7（即使该枪和其配套的7.62×51毫米北約口徑彈药均不在英军步兵排的编制内）。英國陸軍和皇家海軍陸戰隊員從那以後向各單位發配了L110A1（FN Minimi傘兵型），以取代L86 LSW作為輕型火力小組支援或火力支援武器的角色。它使用了與L85突擊步槍相同的北約標準5.56×45毫米口徑彈藥。但是7.62毫米L7衍生型仍然會在機槍拆卸後外部使用的用途和一些英國軍用車輛、海軍艦艇和飛機上繼續使用。

## 衍生型
| 型號  | 源自   | 特色描述 |
| ----- | ------ | --- |
| L7A1  | FN MAG | 與比利時原廠相當的7.62×51毫米北约口徑FN MAG 60-20 T3型機槍。                                                                                 |
| L7A2  | L7A1   | L7A1衍生型；FN MAG 60-20 T6型機槍；改進供彈系統，使用50發彈鏈箱，塑料槍托及供光學瞄準器使用的支架。                                          |
| L8A1  | L7A1   | L7A1衍生型；安裝於裝甲戰鬥車輛內部使用的同軸機槍。不設槍托。槍管配備了排煙裝置。電磁操縱扳機，但仍保留傳統扳機和折疊式手槍握把以供緊急使用。 |
| L8A2  | L8A1   | L8A1衍生型；改進供彈系統。 |
| L19A1 | L7A1   | L7A1衍生型；使用額外加重槍管。 |
| L20A1 | L7A1   | L7A1衍生型；航空機槍，搖控電動操作射擊，給筴艙和外置式槍口使用。                                                                             |
| L20A2 | L20A1  | L20A1衍生型；改進供彈系統。 |
| L37A1 | L8A1   | L8A1衍生型；L8A1的後膛和L7A1的槍管，安裝於裝甲戰鬥車輛內部使用的同軸機槍。具有傳統型手槍握把和扳機，加裝套件後可將機槍拆卸供外部使用。       |
| L37A2 | L37A1  | L37A1衍生型；以L8A2為基礎，其他與L37A1相同。                                                                                                 |
| L43A1 | L7A1   | L7A1衍生型；作為FV101蝎子輕型坦克的測距用同軸機槍，設有消焰器，槍身結構強化以提高持續射擊時的精度                                            |
| L44A1 | L20A1  | L20A1衍生型；被英國皇家海軍所使用 |

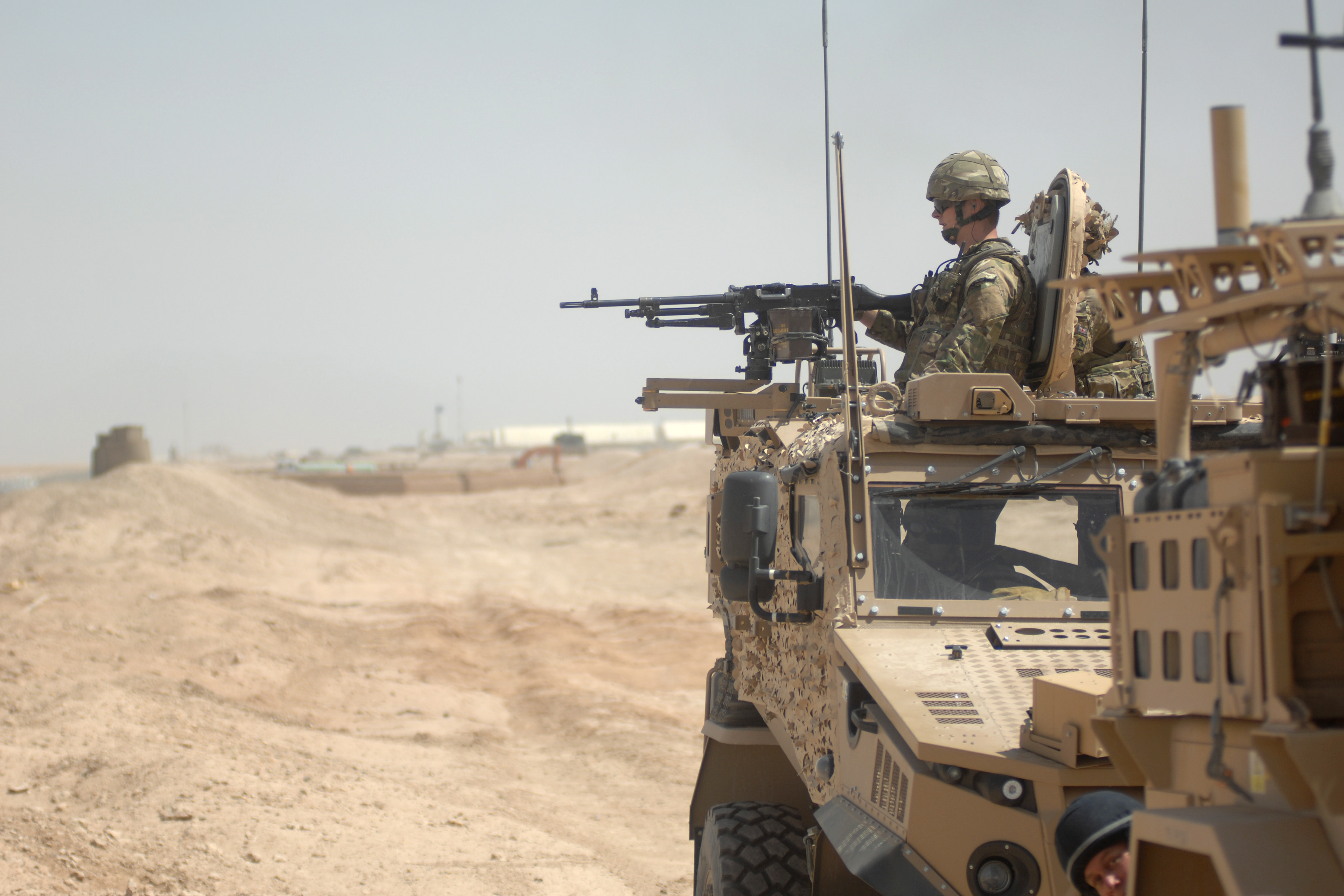
使用安裝在裝甲車上的L7A2的英軍士兵。

L7A2通用機槍，其後取代了在英國軍隊服役的L7A1。與MAG Model 60-20相比較，它們之間具有其他細微的變化，具有10個位置的氣體調節閥門，塑料槍托以及支肩板，用以安裝日間和夜間光學瞄準鏡，安裝於機匣的左側。在作為固定防禦用途的時候，L7A2可以安裝在L4A1三腳架上，並且搭配潛望瞄準鏡。
L8A2同軸坦克機槍（取代了L8A1），與類似的Model 60-40相比較，具有不同的氣體調節閥門開關（封閉、單一位置）、不同的消焰器以及一個經過修改的拉機柄。該武器也具有一個扳機組件接受電子輸入以及一個在供彈機盤的控制桿，可以在不打開供彈機蓋以下，將彈鏈取下。
另一款坦克機槍是L37A2（取代了L37A1），設計上可以安裝在坦克砲塔內部的指揮官位置，或是輪式裝甲車和裝甲運兵車上。L37A2與L8A2不同於主要是在它的扳機，而後者是由L7A2通用機槍修改而成。該機槍於車外使用時還可使用地面套件（英語：Egress kit），包括一根L7A2槍管、兩腳架和槍托，由車組成員從車輛上拆卸下來以後，可於在地面上用作自衛用途。
L20A1航空機槍是以L8A2為基礎，而它不同的是具有電子扳機和開槽式槍口消焰器。通過改變供彈機構當中的多個組件，L20A1可以被轉換為從右手側供彈。
L43A1，同樣地以L8A2為基礎，為一挺用於測距的同軸坦克機槍，通過對目標發射與主炮彈道相匹配的曳光彈，目視確認彈道的運動軌跡，用以協助載具的主炮瞄準。武器的槍管，設有一個槍口消焰器，槍身具有鋼筋加固和更重的結構，以提高武器的精度，尤其是在持續射擊時。

## 使用國
- 英屬香港
  - 香港义勇军[3]
  - 駐港英軍
- 印度
- 牙买加
- 科威特
- 利比亞
- 馬爾他
- 尼泊尔
- 新西兰
- 阿曼
- 新加坡
- 乌克兰
- 英国
  - 英國武裝部隊[4]
  - 民間核設施警察（英语：Civil Nuclear Constabulary）

## 流行文化

### 电影
- 1983年—：型號為L7，裝在一輛追逐詹姆斯·邦德的路虎吉普車上。
- 2002年—：型號為L7A2，裝在一輛汽車上。
- 2006年—：型號為L7A2和L37A2：
  - L7A2架設在通往貝克斯希爾難民營的軍隊檢查站的沙包之後。
  - L37A2裝在酋長式主战坦克以上。

### 電視劇
- 2003年—《極限權利第二季》：型號為L7A2，安裝於特種空勤團的路虎吉普車上，也於第5集由邪教組織成員所使用。

### 电子游戏
- 2005年—《真實計劃》：型號為L7A2：
  - L7A2由機槍手手持及裝在路虎吉普車（前座乘客座位）和依維柯輕型多用途車輛（通過CROWS遙控武器站，0.96版本開始）以上並且由英軍所使用，奇怪地亦由法國軍隊機槍手使用。
  - 2012年10月6日釋出的“福克蘭群島”版本，由英國軍隊機槍手用作班用機槍。
- 2009年—：2010年6月29日獨立资料片《武裝行動2：箭頭行動》的追加下载内容《武裝行動2：英國武裝部隊》，命名為「L7A2」，可由英國軍隊機槍手手持使用及裝在路虎吉普車、豺狼裝甲輪式車輛和AH11野貓直升機上。

## 資料來源
1. 1 2 3 4 5 6  . Army.mod.uk.   [2011-06-24]. （原始内容存档于2017-01-26）.
2. ↑  .   [2008-09-16]. （原始内容存档于2007-10-16）.
3. ↑  . The Royal Hong Kong Regiment (The Volunteers) Association.   [2021-06-16]. （原始内容存档于2021-06-16）.
4. ↑  Hogg, Ian (2002). Jane's Guns Recognition Guide. Jane's Information Group. ISBN 0-00-712760-X.

## 外部連結
- （英文）—Tactical-Life.com—FN Herstal wins competition for 7.62 machine gun for French army. （页面存档备份，存于）
- （英文）—Military, Security and Civilian Guns and Equipment—Fabrique Nationale FN MAG GPMG （页面存档备份，存于）
  - Enfield L7 GPMG （页面存档备份，存于）
- （英文）—YouTube上的Video of the L7A2 GPMG in British service
- （日語）—YouTube上的Video of operation
- （简体中文）—新浪网—L7A2通用机枪--仿比利时FN MAG
- （简体中文）—新华网—轻重机枪：英国7.62毫米L7A2通用机枪 （页面存档备份，存于）
- （繁體中文）—Civilian Gunner—FN M240 （页面存档备份，存于）